# Tommy Funebo
Christopher Edmark, född Tommy Niiranen och mest känd under sitt tidigare namn Tommy Funebo, född den 15 mars 1960 i Själevad, är en svensk pedagog, jurist, före detta politiker och bloggare.

## Utbildning och karriär
Funebo, som har en juristexamen från Uppsala universitet, blev under studietiden medlem i Föreningen Heimdal och hade som studentpolitiker i Uppsala spridda uppdrag inom Uppsala studentkår, SMAK och Fria Moderata Studentförbundet. Sedan han blivit yrkesverksam var Funebo ordförande i ST:s fackklubb på Häktet Uppsala och SEKO:s fackklubb på Häktet Huddinge, samt ledamot i respektive sektions- och avdelningsstyrelse. Han var också ledamot i styrelsen för Moderaternas lokalförening i Svartbäcken i Uppsala.

## Funebo i Sverigedemokraterna
Funebo anslöt sig 1999 till Sverigedemokraterna (SD). Efter att ha valts in i partistyrelsen 2000 tog han 2001 över efter Tor Paulsson som partiorganisatör och var ansvarig för valkampanjen (kampanjorganisatör) vid partiets framgångar i det första allmänna valet till kyrkomötet 2001 i Svenska kyrkan. Han valdes då själv till ersättare i kyrkomötet, och deltog i dess förhandlingar 2003.
Efter den splittring som 2001 ledde till bildandet av Nationaldemokraterna utsågs Funebo också till kanslichef för Sverigedemokraterans partikansli i Stockholm, där han efterträdde Joakim Larsson. Sedan SD:s dåvarande partiledare Mikael Jansson 2002 själv väckt förslag om att utse en ny kanslichef avgick Funebo självmant från posten och lämnade även sina andra uppdrag i partiet. Vid ett samtal på Sten Anderssons rum i riksdagen strax därefter övertalade Andersson och Jansson Funebo att återvända till sina uppdrag. På eget förslag fick han ansvaret för en nystartad valbyrå, där även Kenneth Sandberg, Jimmie Åkesson och Richard Jomshof medverkade. Valbyrån var avsedd att arbeta med valkampanjen samma år, medan partikansliet under ledning av Jonas Åkerlund skulle ge service till partiorganisationen.
Funebo värvade på eget initiativ riksdagsledamoten Sten Andersson, sedan denne efter att ha utelämnats från den kommande valsedeln hoppat av från Moderaterna kring årsskiftet 2001/2002, och Sven-Olle Olsson, tidigare partiledare för Sjöbopartiet; värvningar som möjliggjorde för Björn Söder och Richard Jomshof att inför valet 2002 sluta en överenskommelse om valsamarbete mellan SD och landstingspartiet Skånes Väl och dess ledare Tony Wiklander. På Funebos inbjudan talade vid samma tid Mogens Glistrup om sin kommande islam-bok på ett SD-möte i Ludvika.
Funebo valde 2004 att lämna partiet. Efter det att förnyarna inför SD:s riksårsmöte 2004 bestämt sig för att stödja ett omval av partiledaren Mikael Jansson kontaktade Funebo Expo:s Stieg Larsson, och man gav sedan tillsammans ut boken "Sverigedemokraterna från insidan" inför Europaparlamentsvalet 2004.

## Funebo i Sveriges pensionärers intresseparti
Funebo och Thalin värvades samtidigt till Sveriges pensionärers intresseparti (SPI), där den avhoppade kommunpolitikern Göran Hagberg (SD), Kristinehamn, tidigare under 2003 anslutit sig. Det visade sig sedan snart att ledningen i SPI inte var överens om huruvida man ville ha en tidigare ledande SD:are med i sitt parti, och Funebo höll sig sedan utanför politiken tills han 2005 startade en blogg som agiterade mot SD, och under 2006 även mot Piratpartiet.

## Tiden efter SPI
Under 2009 var han även aktiv som bloggare inom Socialdemokraternas S-bloggar. Bloggverksamheten har motarbetats med ibland tvivelaktiga metoder: 21 april 2009 förpliktigades Dragan Klaric, då chef för SD-Television, av Helsingborgs tingsrätt att betala kränkningsersättning till Funebo för förtal. Riksdagskandidaten och sedermera riksdagsledamoten Markus Wiechel ansågs år 2010, i en dom av Norrköpings tingsrätt, ha gjort sig skyldig till förtal av Funebo.
I Sverigedemokraternas jubileumsbok 20 röster om 20 år - Sverigedemokraterna 1988-2008 inbjöds han att författa ett kapitel, som ende motståndare till partiet.
Efter att ha arbetat som undersköterska blev Funebo pedagog.